# جاك بيريسفورد
جاك بيريسفورد (Jack Beresford) هو لاعب أولمبي لرياضة تجديف من بريطانيا العظمى. شارك في الأولمبياد الصيفي في 1920–1936، وفاز بما مجموعه 5 ميداليات.

## الميداليات
| ذهب | فضة | برونز | المجموع |
| 3   | 2   | 0     | 5       |

## روابط خارجية
- جاك بيريسفورد على موقع الاتحاد الدولي للتجديف (الإنجليزية)
- جاك بيريسفورد على موقع اللجنة الأولمبية الدولية (الإنجليزية)
- جاك بيريسفورد على موقع أوليمبيديا (الإنجليزية)
- جاك بيريسفورد على موقع اللجنة الأولمبية البريطانية (الإنجليزية)